# Frank Weed
Frank Weed  né à Hudson, Wisconsin, le 3 août 1869 et mort à South Haven, Michigan le 22 octobre 1944, est un acteur américain du cinéma muet.

## Filmographie partielle
- 1911 : Jim and Joe d'Otis Turner
- 1911 : The Plumber de Colin Campbell
- 1911 : The Inner Mind d'Otis Turner
- 1911 : Getting Married de Colin Campbell
- 1911 : The Rose of Old St. Augustine d'Otis Turner
- 1911 : Ten Nights in a Bar Room de Francis Boggs
- 1911 : The Wheels of Justice d'Otis Turner
- 1911 : Dad's Girls d'Otis Turner
- 1911 : His First Long Trousers de Colin Campbell
- 1912 : In Little Italy de William V. Mong
- 1912 : The Mystery of Room 29 d'Otis Thayer
- 1912 : When the Heart Rules de Frank Beal
- 1912 : A Freight Train Drama de Francis Boggs
- 1912 : On the Trail of the Germs de William V. Mong
- 1912 : The Girl with the Lantern de Frank Beal
- 1912 : An Unexpected Fortune d'Otis Thayer
- 1912 : The Girl at the Cupola d'Oscar Eagle
- 1912 : Sons of the North Woods de Frank Beal
- 1912 : The Horseshoe d'Otis Thayer